# Nesidiochernes insociabilis
Espèce
Nesidiochernes insociabilis est une espèce de pseudoscorpions de la famille des Chernetidae.

## Distribution
Cette espèce est endémique de l'État de Chuuk aux États fédérés de Micronésie. Elle se rencontre sur l'île de Weno.

## Description
La femelle holotype mesure 2,4 mm.

## Publication originale
- Beier, 1957 : Pseudoscorpionida. Insects of Micronesia, vol. 3, p. 1-64 (texte intégral).